# Sonia Macías Román
Sonia Macías Román (La Rinconada, 1980) es una atleta de ultrafondo española, finisher  y emprendedora de diversos proyectos relacionados con el deporte.

## Trayectoria
Su primera prueba de larga distancia tuvo lugar en 2012 en la carrera '24 horas solidarias Barbate Xtreme' y participó en otras seis carreras. Al año siguiente, repitió en la Barbate Xtreme y, además de en otras cuatro carreras, participó en el Marathon de Sables, en el que durante seis días se recorren 251 kilómetros por Marruecos, en el desierto del Sahara. Su siguiente desafío importante fue su participación en 2014 en la Transvulcania, una carrera de 73 kilómetros como parte del Campeonato de Mundo de Ultrafondo. En ese mismo año también participó en otras once carreras más.
Para reivindicar el papel de las mujeres en el deporte, en 2015 puso en marcha el proyecto "La princesa del desierto", y asumió como gran desafío correr 1000 kilómetros seguidos en el desierto de Namibia, algo que logró un año después. En 2016, se convirtió en la primera persona en alcanzar el récord de correr 1.000 kilómetros en 20 días en el desierto de Namibia. En julio de ese mismo año, afirmó en una entrevista que su próximo proyecto, denominado "La hija del viento", sería correr 500 kilómetros en cinco días en el desierto de Gobi. También en 2016, la Diputación de Sevilla le concedió la Medalla de Oro en el Día de la Provincia como reconocimiento a su trayectoria.
Macías se define a sí misma como:

Una ultrafondista de la vida porque cada día intento vivir como si fuera la última carrera que voy a realizar.

A través de grandes desafíos deportivos, la atleta quiere transmitir un mensaje de superación que cale en la sociedad y transforme la mentalidad de quienes todavía no creen en la fortaleza y capacidad de las mujeres:

Yo realizo sacrificios que ningún hombre ha logrado para luchar por esa reivindicación y sin financiación pública.

Por los valores que emanan de su práctica deportiva y por su reivindicación del papel de las mujeres en el deporte ha recibido una Mención Especial de los XVI Premios a la Igualdad de La Rinconada.